# Carson National Forest
Der Carson National Forest ist ein im nördlichen New Mexico gelegener National Forest. Das Waldgebiet umfasst eine Fläche von 5.632 km² und wurde nach Kit Carson benannt.
Mit einer Höhe von 4.011 m liegt mit dem Wheeler Peak der höchste Berg New Mexicos im Gebiet des National Forest. Wie alle National Forests ist er im Bundesbesitz und wird intensiv forstwirtschaftlich genutzt.
Innerhalb des Gebietes gibt es diverse Freizeit- und Erholungsangebote. Neben mehreren Campingplätzen bietet der Wald viele Gelegenheiten zum Angeln und für die Jagd. Im Winter können mehrere Skigebiete genutzt werden.

## Flora und Fauna
Durch das abwechslungsreiche Landschaftsbild, welches aus Wäldern, Wiesen, Bergseen und Flüssen bis hin zur alpinen Tundra beherbergt das Gebiet zahlreiche Pflanzen und Tierarten. Neben Fichten und Tannen kommt hier auch die Amerikanische Zitterpappel vor, welche vor allem im Herbst für ein beeindruckendes Farbenspiel sorgt.
Heimische Tierarten sind unter anderem Schwarzbären, Maultierhirsche und Truthühner.

## Schutzgebiete innerhalb des Waldes
Zum National Forest gehören sechs Totalreservate, die als Wilderness Area ausgezeichnet sind:
- Chama River Canyon Wilderness (liegt zum Großteil im Santa Fe National Forest)
- Columbine-Hondo Wilderness
- Cruces Basin Wilderness
- Latir Peak Wilderness
- Pecos Wilderness (liegt zum Großteil im Santa Fe National Forest)
- Wheeler Peak Wilderness

## Geschichte
Ursprünglich wurde das Gebiet von Anasazi bewohnt. Zu dieser Zeit lassen sich an diversen Stellen historische Hinterlassenschaften finden. So werden an der Pot Creek Cultural Site noch Ausgrabungen durchgeführt.
Am 1. Juli 1908 wurde der Carson National Forest eingerichtet, indem der Taos National Forest mit Teilen des Jemez National Forest zusammengelegt wurden.

## Bilder

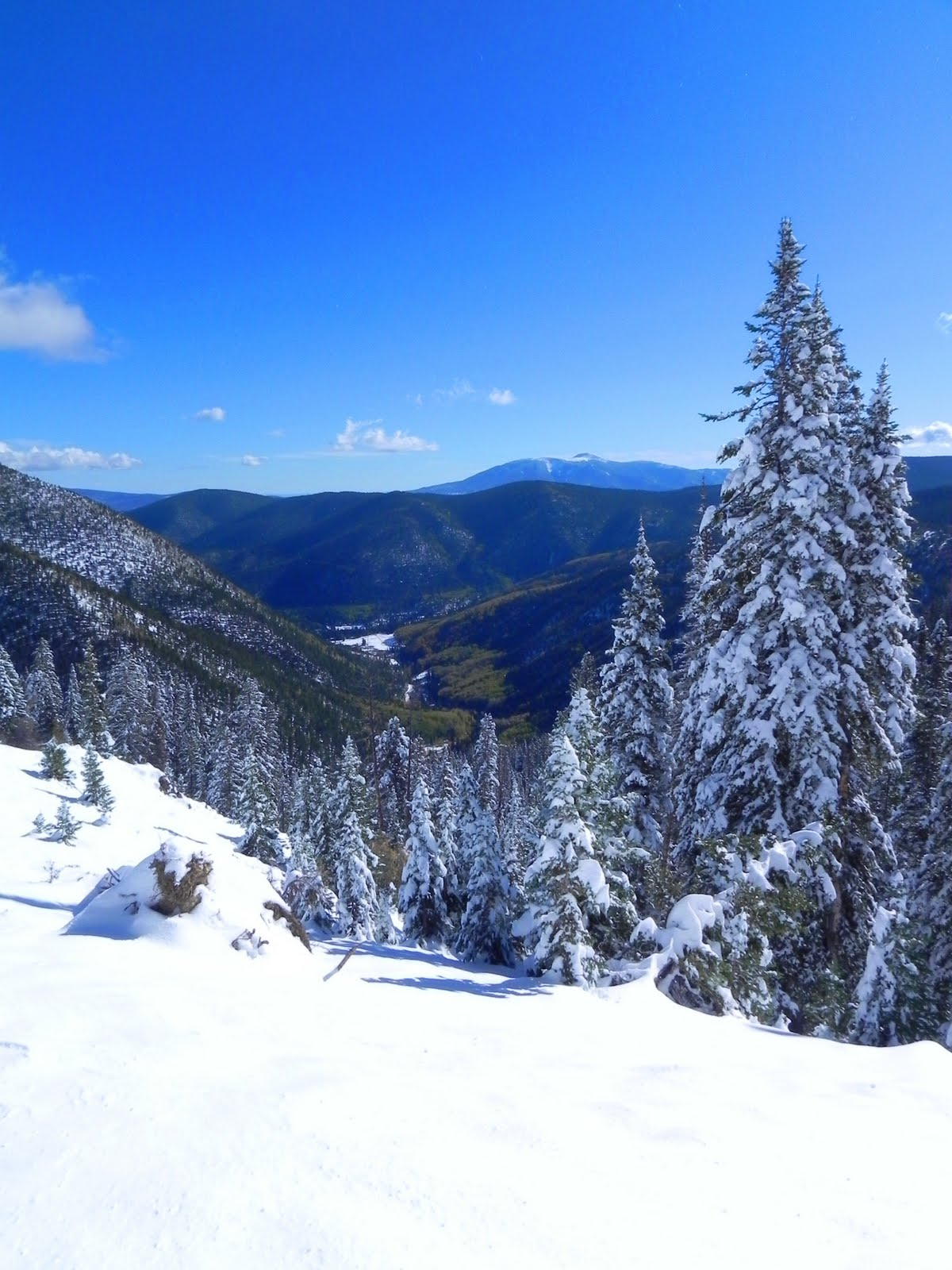
Das Gebiet im Oktober
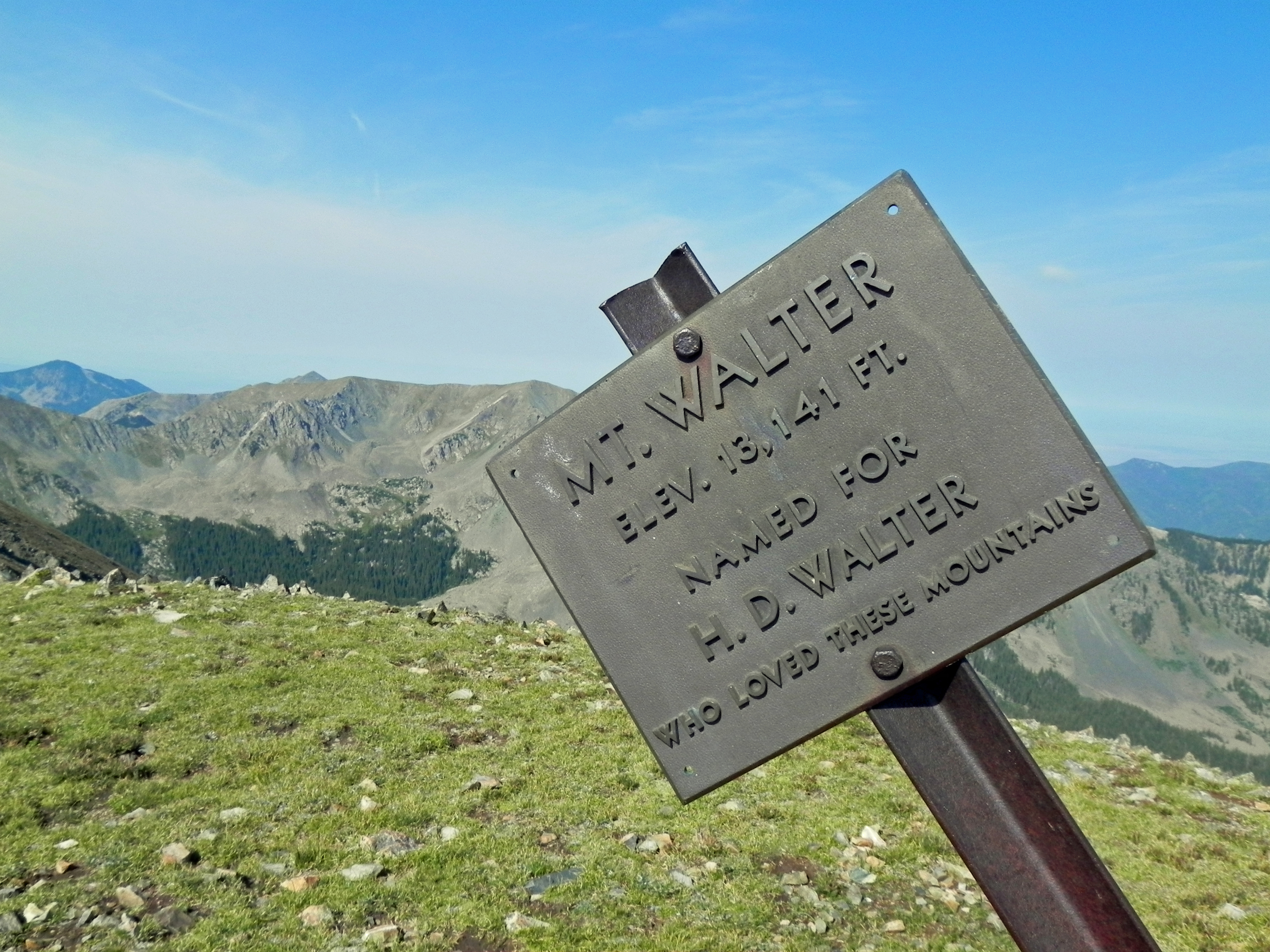
Schild am Mount Walter
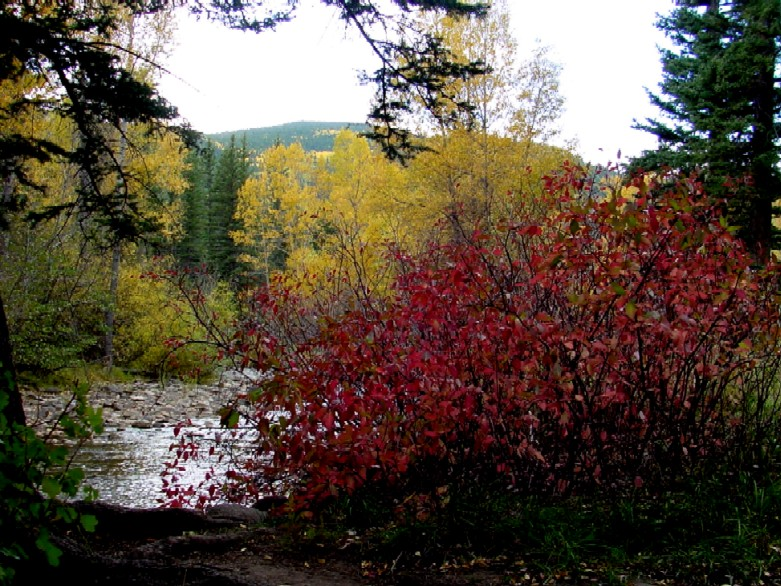
Der Wald im Herbst
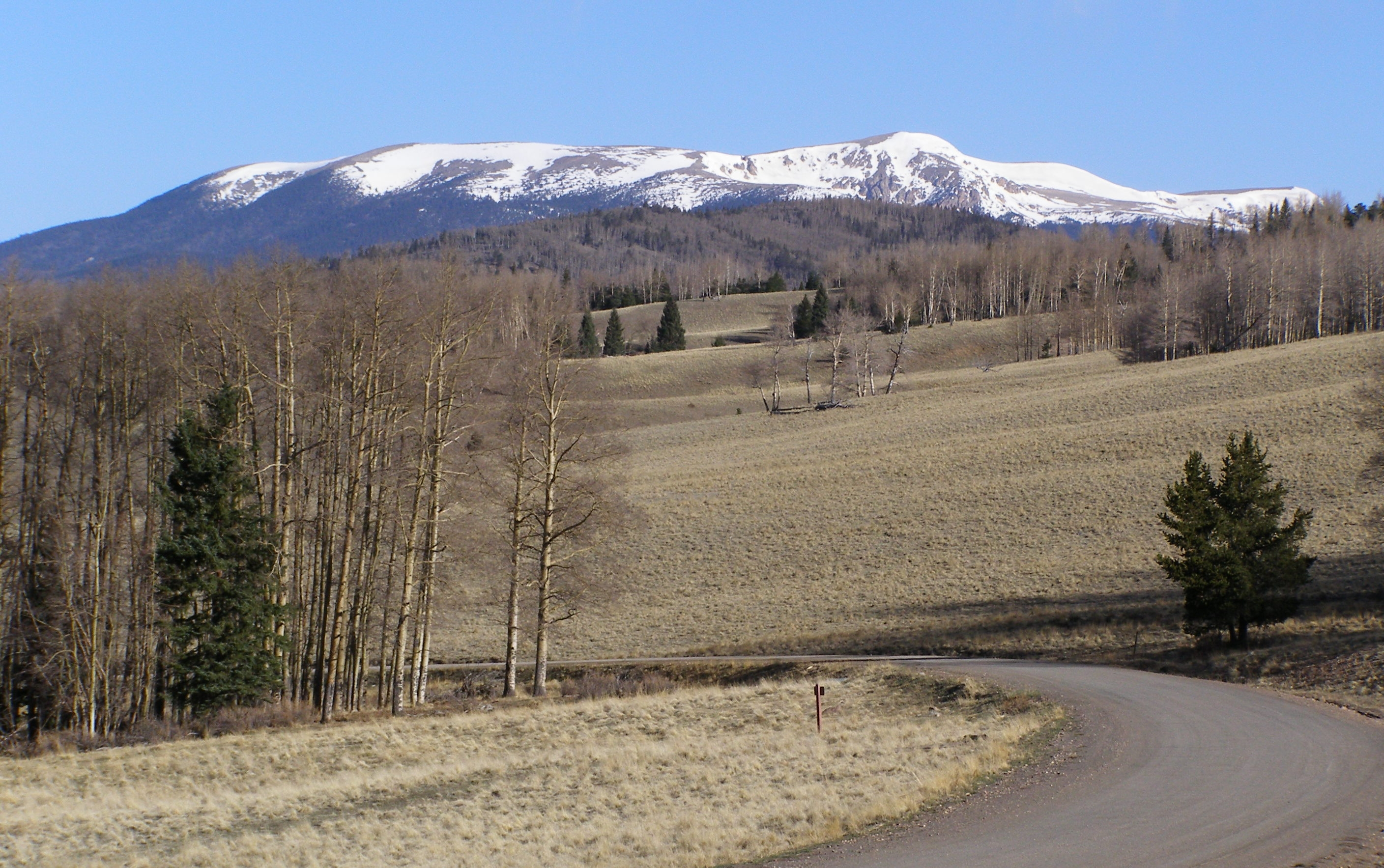
Der Big Vostilla Peak im April
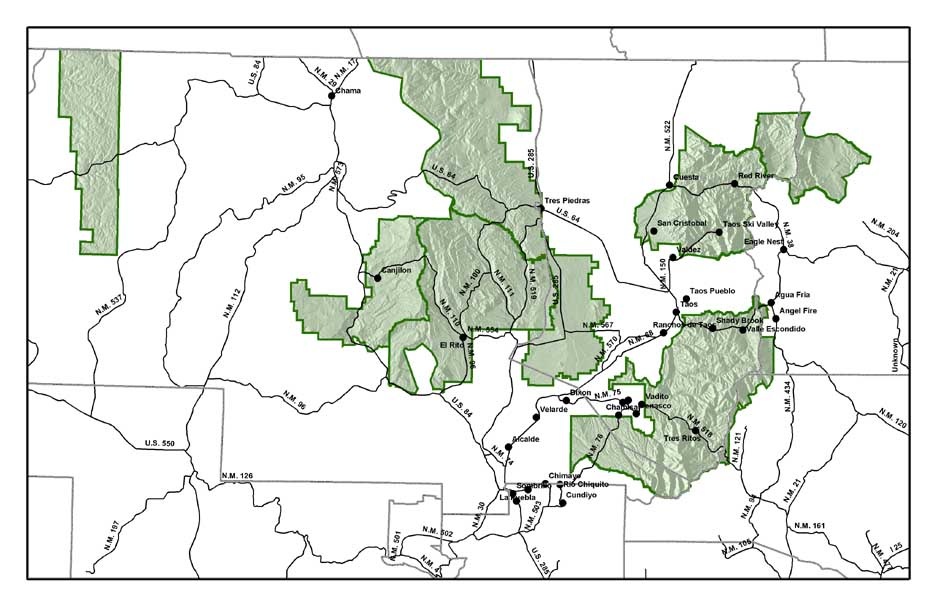
Karte